# مايك جاكسون
مايك جاكسون (بالإنجليزية: Mike Jackson)‏ (25 أغسطس 1939 بغلاسكو في المملكة المتحدة - ) هو مدرب كرة قدم ولاعب كرة قدم بريطاني في مركز مهاجم داخلي. لعب مع كوين أوف ساوث ونادي سلتيك ونادي لانارك الثالث ونادي كلايدبانك ‏.